# ستون‌های باغ ملی نیشابور
ستون‌های باغ ملی نیشابور مربوط به دوره معاصر است و در شهرستان نیشابور، شهر نیشابور، خ امام خمینی، جبهه شمالی باغ ملی واقع شده و این اثر در تاریخ ۲۵ مرداد ۱۳۸۴ با شمارهٔ ثبت ۱۳۳۶۴ به‌عنوان یکی از آثار ملی ایران به ثبت رسیده است.